# Dessa fantastiska smålänningar med sina finurliga maskiner
Dessa fantastiska smålänningar med sina finurliga maskiner är den första kavalkadfilmen om Åsa-Nisse från 1966 i regi och klippning av Ragnar Frisk.
Efter att Svensk Talfilm tappade rättigheterna till Åsa-Nisse beslöt man att producera två filmer av klipp från tidigare filmer, Dessa fantastiska smålänningar med sina finurliga maskiner är den första av dessa. Den andra är Sarons ros och gubbarna i Knohult. Den består av klipp med avsnitt från sex tidigare filmer. Filmen premiärvisades 19 augusti 1966 i biograf Grand i Älmhult.

## Rollista[6]
- John Elfström - Åsa-Nisse
- Artur Rolén - Klabbarparn
- Bertil Boo - Bertil Broo
- Lars Lönndahl - Bertil

## Filmen består av klipp från följande filmer[4]
- 1954 – Åsa-Nisse på hal is
- 1956 – Åsa-Nisse flyger i luften
- 1953 – Åsa-Nisse på semester
- 1950 – Åsa-Nisse på jaktstigen
- 1955 – Åsa-Nisse ordnar allt
- 1957 – Åsa-Nisse i full fart